# Hammond Innes
Ralph Hammond Innes (ur. 15 lipca 1913 w Horsham, zm. 10 czerwca 1998 w Kersey) – brytyjski pisarz, autor powieści sensacyjnych, podróżniczych i książek dla dzieci.

## Życiorys
Pochodził z hrabstwa Sussex. Jego ojciec był pracownikiem Westminster Bank. Edukację odebrał w szkole powszechnej z internatem w Cranbrook, placówce założonej w XIV w. Pierwsze opowiadania pisał mając dwanaście lat. Po ukończeniu w 1931 Cranbrook School podjął pracę zawodową i zadebiutował jako dziennikarz. W latach 1934–1940 był członkiem redakcji dziennika „Financial News” (obecnie „Financial Times”). Swoją pierwszą powieść – The Doppelganger – napisał w 1937. W tym samym roku poślubił aktorkę Dorothy Mary Lange, zmarłą w 1989. Innesowie nie mieli dzieci.
Kiedy wybuchła II wojna światowa, zgłosił się do Royal Navy. Ostatecznie jednak został przydzielony do Royal Artillery, w której szeregach brał udział m.in. w obronie przeciwlotniczej kraju podczas bitwy o Anglię. W czasie wojny nadal pisał i wydawał książki. Służbę w wojsku zakończył w randze majora. Po demobilizacji w 1946 całkowicie poświęcił się pisarstwu. Książki publikował dość regularnie, poświęcając pół roku na podróże i zbieranie materiałów, a pół – na pisanie. Jego prozę cechuje duży autentyzm opisów miejsc, w których toczy się akcja.
Był miłośnikiem i znawcą morza, czego wyraz dał w wielu swoich utworach. Dużo żeglował, m.in. w 1948 jako członek załogi jachtu należącego do jego przyjaciela wziął udział w słynnym wyścigu pełnomorskim „Fastnet”. Sam był właścicielem dwóch jachtów: „Triune of Troy” i „Mary Deare”, na których wraz z żoną podróżował i uczestniczył w regatach. W testamencie większość swojego majątku zapisał Association of Sea Training Organisations.
Interesowała go również ekologia. Propagował akcje zalesiania pustych terenów. Własnoręcznie zasadził kilkadziesiąt tysięcy drzew w różnych rejonach świata.

## Wyróżnienia
- 1978 Komandor Orderu Imperium Brytyjskiego
- 1993 Anthony Award za całokształt twórczości

## Twórczość

### Powieści
- The Doppelganger (1937)
- Air Disaster (1937)
- Sabotage Broadcast (1938)
- All Roads Lead to Friday (1939)
- The Trojan Horse (1940)
- Wreckers Must Breathe lub Trapped (1940)
- Attack Alarm (1941)
- Dead and Alive (1946)
- Killer Mine (1947)
- The Lonely Skier lub Fire in the Snow (1947)
- The Blue Ice (1948)
- Maddon’s Rock lub Gale Warning (1948)
- The White South lub The Survivors (1949) – wyd. pol. Białe południe, Amber 1992, tłum. Wincenty Łaszewski
- The Angry Mountain (1950)
- Air Bridge (1951)
- Campbell’s Kingdom (1952)
- The Strange Land lub The Naked Land (1954)
- The Wreck of the Mary Deare (1956) – wyd. pol. Mary Deare, Czytelnik 1961, tłum. Zofia Dąbrowska, Zofia Uhrynowska
- The Land God Gave to Cain (1958) – wyd. pol. Ziemia, którą Bóg dał Kainowi, Czytelnik 1964, tłum. Bronisław Zieliński
- The Doomed Oasis (1960) – wyd. pol. Ginąca oaza, Czytelnik 1967, tłum. Tadeusz Evert
- Atlantic Fury (1962) – wyd. pol. Szaleństwo Atlantyku, Czytelnik 1971, tłum. Adam Kraska
- The Strode Venturer (1965)
- Levkas Man (1971)
- Golden Soak (1973)
- North Star (1975)
- The Big Footprints (1977)
- The Last Voyage: Captain Cook’s Lost Diary (1978)
- Solomons Seal (1980)
- The Black Tide (1982)
- High Stand (1985)
- Medusa (1988) – wyd. pol. Medusa, Amber 1992, tłum. Elżbieta Wirpsza
- Isvik (1991)
- Target Antarctica (1993)
- Delta Connection (1996)

### Literatura faktu
- Harvest of Journeys (1960)
- Scandinavia (1963)
- Sea and Islands (1967)
- The Conquistadors (1969)
- Australia (1971)
- East Anglia (1986)

### Książki dla dzieci
Jako Ralph Hammond
- Cocos Gold (1950)
- Isle of Strangers (1951)
- Saracen’s Tower (1952)
- Black Gold on the Double Diamond (1953)

## Ekranizacje
- Snowbound (1948) – thriller, reż. David MacDonald, na podstawie powieści The Lonely Skier
- Hell Below Zero (1954) – film kryminalny, reż. Mark Robson, na podstawie powieści The White South
- Królestwo Campbella (Campbell’s Kingdom, 1957) – film przygodowy, reż. Ralph Thomas, na podstawie powieści pod tym samym tytułem
- Wrak Mary Deare (The Wreck of the Mary Deare, 1959) – thriller, reż. Michael Anderson, na podstawie powieści pod tym samym tytułem
- Golden Soak (1979) – serial telewizyjny na podstawie powieści pod tym samym tytułem
- Levkas Man  (1981) – serial telewizyjny na podstawie powieści pod tym samym tytułem